# La Taillée
La Taillée är en kommun i departementet Vendée i regionen Pays de la Loire i västra Frankrike. Kommunen ligger i kantonen Chaillé-les-Marais som tillhör arrondissementet Fontenay-le-Comte. År 2022 hade La Taillée 551 invånare.

## Befolkningsutveckling
Antalet invånare i kommunen La Taillée
| Referens: INSEE |